# Homotoicha diversa
Homotoicha diversa är en insektsart som beskrevs av Brunner von Wattenwyl 1891. Homotoicha diversa ingår i släktet Homotoicha och familjen vårtbitare. Inga underarter finns listade i Catalogue of Life.